# Denkmalatlas Niedersachsen

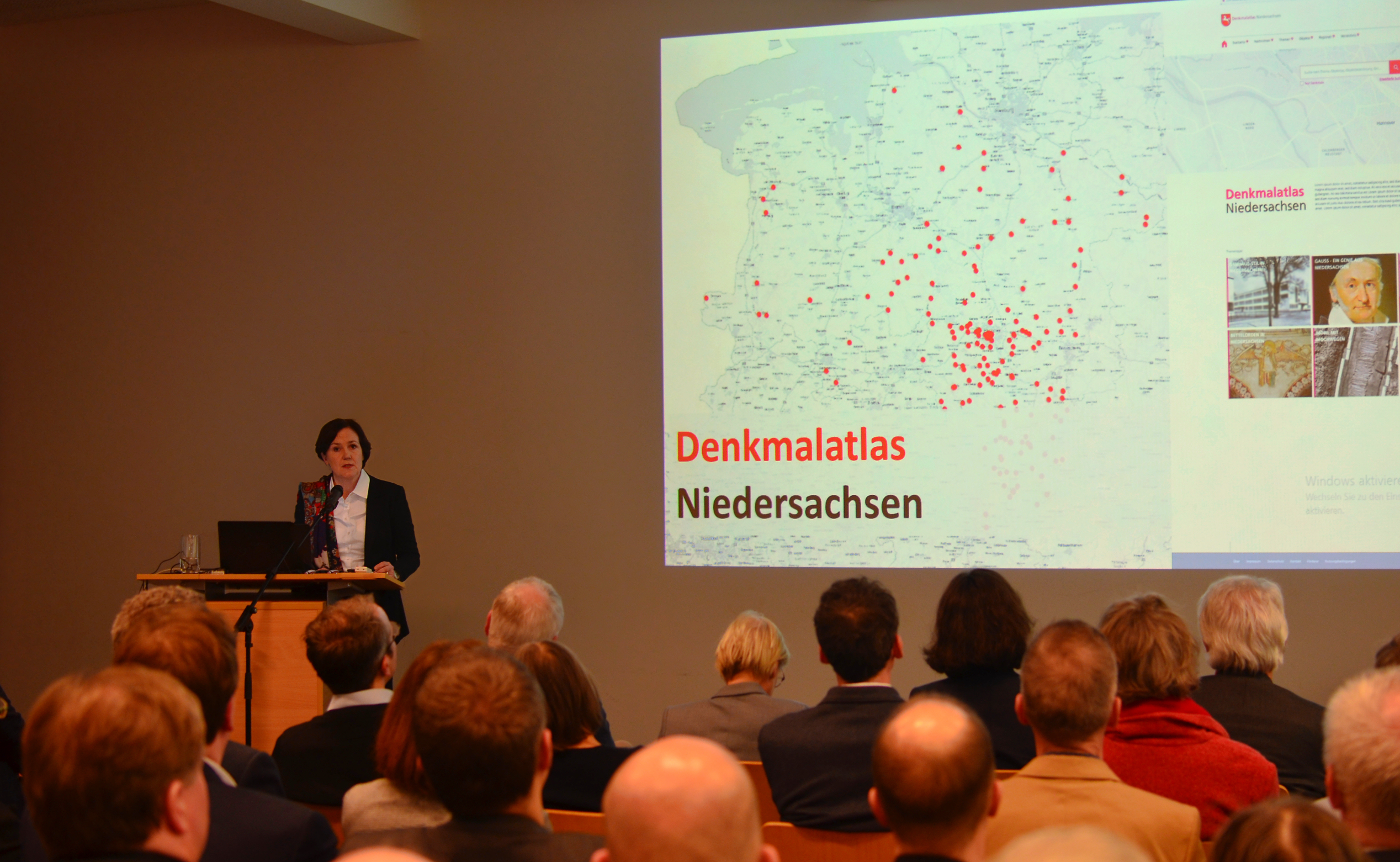
Vorstellung des Denkmalatlas Niedersachsen durch die Präsidentin des Niedersächsischen Landesamtes für Denkmalpflege Christina Krafczyk, 2020

Der Denkmalatlas Niedersachsen ist ein Internet-Portal, das Kulturdenkmale aus der Bau- und Kunstdenkmalpflege sowie obertägige archäologische Bodendenkmale in Niedersachsen darstellt. Der Denkmalatlas stellt die Denkmalobjekte auf einer interaktiven Landkarte mit hinterlegten Detailinformationen dar. Im Januar 2020 ging das im Internet öffentlich zugängliche Informationssystem in einer Beta-Version online und soll nach einem stufenweisen Ausbau im Jahr 2023 über 120.000 Denkmale beinhalten. Realisiert wurde es vom Niedersächsischen Landesamt für Denkmalpflege.

## Entstehung
Zu den Aufgaben des Niedersächsischen Landesamtes für Denkmalpflege gehört nach dem 1979 in Kraft getretenen Niedersächsischen Denkmalschutzgesetzes die Erfassung und Verzeichnung von Kulturdenkmalen in Niedersachsen. Dazu stellt die Behörde ein Verzeichnis (Denkmalliste) auf und schreibt es fort, was in jüngerer Zeit bereits digital erfolgte. Die Schaffung eines digitalen Denkmalatlas wurde von der niedersächsischen SPD und der CDU in Niedersachsen nach der niedersächsischen Landtagswahl von 2017 mit der Formulierung „Wir werden einen digitalen Atlas für alle Denkmäler in Niedersachsen erstellen“ im Koalitionsvertrag vereinbart. Das Vorhaben wird gemäß dem Masterplan Digitalisierung umgesetzt, den die Niedersächsische Landesregierung am 21. August 2018 beschlossen hat. Für die Schaffung des Denkmalatlas werden Mittel in Höhe von 6,5 Millionen Euro eingesetzt. Sie stammen aus einer Zahlung von Volkswagen über einer Milliarde Euro an das Land Niedersachsen im Dieselskandal. Dem Masterplan Digitalisierung zufolge sollen die Bürger einen zeitgemäßen digitalen Zugang zu Kulturangeboten in Niedersachsen erhalten, unter anderem durch einen digitalen Denkmalatlas. Zur Umsetzung richtete das Niedersächsische Landesamt für Denkmalpflege die ressortübergreifende Stabsstelle Inventarisation/Digitaler Atlas unter Leitung des Archäologen Utz Böhner ein. Die technische Basis des Denkmalatlas Niedersachsen betreibt die Verbundzentrale des GBV (VZG) in Göttingen.

## Inhalte
Der Denkmalatlas macht den Denkmalbestand in Niedersachsen, der über 100.000 Bau- und Kunstdenkmale sowie rund 25.000 archäologische Denkmale in der Datenbank des Niedersächsischen Landesamtes für Denkmalpflege umfasst, erstmals in seiner Gesamtheit öffentlich zugänglich. Grundlage ist eine interaktive Denkmalkarte, die auf Kartenwerken des Landesamtes für Geoinformation und Landesvermessung Niedersachsen basiert. Mittels Suchoptionen ist in einer Online-Datenbank eine Recherche nach Orten, Adressen und weiteren Merkmalen möglich. Ausgegeben wird ein Datenblatt mit Informationen zum Objektnamen und -typ, Fotos, Namen beteiligter Architekten und Künstler, einer Kurzbeschreibung und der Begründung der Denkmaleigenschaft. Vertiefende Informationen sind als Linked Open Data durch Verweise auf weitere Portale und Datenbestände abrufbar. Dazu zählen unter anderem die Deutsche Nationalbibliothek, die Online-Enzyklopädie Wikipedia, die Datenbank „EBIDAT“ des Europäischen Burgeninstituts und Digitalisate aus der Buchreihe Baudenkmale in Niedersachsen. Darüber hinaus hält der Denkmalatlas Denkmallisten als PDF-Dateien vor, die einen Überblick über die Kerndaten des Denkmalbestandes geben.
In der ersten Ausbaustufe ab Anfang 2020 enthält der Denkmalatlas Niedersachsen die Baudenkmale in Buxtehude, Wolfsburg, Nordhorn und Northeim sowie die obertägig sichtbaren archäologischen Denkmale in Celle, Cloppenburg, Gifhorn und Holzminden. 
Von den archäologischen Bodendenkmalen werden nur die obertägig sichtbaren, wie beispielsweise Großsteingräber, online publiziert. Wegen der Gefahr von Raubgrabungen unterbleibt eine Veröffentlichung der im Boden verborgenen Denkmale.
Auch wenn der Denkmalatlas Niedersachsen auf Daten der ADABweb fußt, ist er von ihr abzugrenzen. Diese Datenbank ist ein nichtöffentliches Informationssystem der staatlichen Denkmalpflege in Baden-Württemberg und Niedersachsen. Darin werden berechtigten Institutionen der Denkmalpflege Fachdaten zur Verfügung gestellt.

### Besonderheiten
Zum Online-Angebot des Denkmalatlas gehören im Bereich denkmal.themen Darstellungen zu besonderen Themen der Denkmalpflege in Niedersachsen, die in erläuternden Essays sowie in Listen- und Kartendarstellungen präsentiert werden. Alle zwei Wochen sollen neue Themen veröffentlicht werden. Geplante und teilweise realisierte Themen sind:
- Barocke Orgeln von Arp Schnitger
- Gaußsteine zur Landesvermessung im 19. Jahrhundert
- Bauhaus-Stil
- Moorweg im Aschener Moor
- Römisches Marschlager von Wilkenburg
- Bronzezeitliche Siedlungen
- Landwehren im nordöstlichen Niedersachsen
- Grabungsschutzgebiete
- Archäologische Großprojekte beim Bau neuer Infrastruktur-Trassen
- Bettelorden
- Historische Villen-Gärten
- Moderne Architektur von Alvar Aalto in Niedersachsen

In der weiteren Planung sind Forschungsprojekte aus der Archäologie und das Projekt „Jüdische Topographie Niedersachsen“ zu Stätten jüdischer Kultur und jüdischer Geschichte.
Der Bereich denkmal.ressourcen präsentiert digitalisierte Publikationen des Niedersächsischen Landesamtes für Denkmalpflege, wie Arbeitshefte zur Denkmalpflege in Niedersachsen, Baudenkmale in Niedersachsen, Nachrichten aus Niedersachsens Urgeschichte, Fundchronik Niedersachsen und Forschungen zur Urgeschichte aus dem Tagebau Schöningen.
Im Weiteren enthält der Bereich wissenschaftliche Bestände des Landesamtes, die zum Teil über die Partnerplattform Kulturerbe Niedersachsen wieder gegeben werde. Dazu zählen beispielsweise die Plansammlung von Conrad Wilhelm Hase, Fotografien von Bauernhäusern in den 1940er-Jahren in den Grafschaften Hoya und Diepholz und die virtuelle Ausstellung Das Erwachen der Moderne. Architektur vor und nach dem ersten Weltkrieg in Niedersachsen des Landesamtes von 2019.

## Nutzung
Der Denkmalatlas richtet sich insbesondere an interessierte Bürger und bietet Eigentümern, Denkmalpflegern sowie Bauplanern verlässliche Informationen für den Umgang mit Denkmalen. Es sind zwei Formen der Nutzung möglich:
- Öffentlich zugänglich sind Objektdaten, wie Adresse, Name, Typ mit weiteren Informationen. In Vorbereitung ist eine Nutzung mittels Mobiler App.
- Ein zugangsbeschränkter Bereich führt zur ADABweb mit vertiefenden Objektdaten für Behörden und Fachleute